# Ferdinand Belmont
Pour les articles homonymes, voir Belmont.
Joseph Ferdinand Belmont, né le 13 août 1890 à Lyon et mort pour la France le 28 décembre 1915 à Moosch (Haut-Rhin), est un militaire français.
Il est notamment connu pour avoir écrit les Lettres d'un officier de chasseur alpins, textes émouvants sur la Grande Guerre destinées à ses parents.

## Biographie

### Famille
Il est le fils de Régis Belmont, né le 18 janvier 1860 à Lyon et mort le 28 juillet 1939 à Grenoble, directeur du Crédit Lyonnais à Grenoble, et de Marie Josephine Marguerite Raillon, née le 5 juillet 1863 à Bourgoin et morte en 1952.
Son père Régis est le neveu de monseigneur Belmont, évêque de Clermont et sa mère Marguerite est l’arrière petite nièce de monseigneur Raillon, évêque de Dijon et archevêque d’Aix.
Peu après sa naissance, sa famille s'établit à Grenoble. Ferdinand a six frères et une sœur ; Jean, Joseph, Maxime, Paul, Émile, Jacques et Victorine. Ils sont tous élevés dans la religion catholique.
Deux de ses frères, Jean et Joseph, sont morts durant la Grande Guerre. Jean est mort près de Saint-Dié-des-Vosges, au col d'Anozel le 12 septembre 1914 (à Saint Dié d'après la fiche des sépultures de guerre) lors de son premier combat. Il était incorporé au 22e Régiment d'infanterie. Le corps de Jean a été déplacé pour être inhumé à côté de celui de son frère Ferdinand, à la nécropole nationale de Moosch. Joseph est mort aux environs de juillet 1915 en Argonne. Il était incorporé au 55e Régiment d'infanterie en décembre 1914, mis en marche avec le 173e Régiment d'infanterie au mois de mai, caporal, il connut les combats des Éparges et du bois de la Gruerie. Il devait devenir prêtre.
Maxime (1897-1977) deviendra architecte et le conservateur des antiquités et objets d’art des Hautes-Alpes.
Ferdinand est l'oncle de l'architecte Joseph Belmont.

### Études et jeunesse
Il fait ses études à Grenoble, ensuite à l'établissement Notre Dame des Minime à Lyon, puis au petit séminaire du Rondeau à Grenoble. De 1908-1910, âgé de dix-huit ans, il s’engage au 14e bataillon de chasseurs alpins de Grenoble. Il en sort sous-lieutenant de réserve. Il part ensuite à Lyon faire ses études médicales. Reçu deuxième au concours de l'externat à 21 ans, en 1911, il devient interne à 23 ans en 1913.

### Première Guerre mondiale

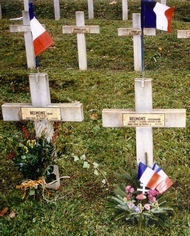
La tombe du capitaine Belmont à côté de celle de son frère Jean, Nécropole nationale de Moosch (Alsace)

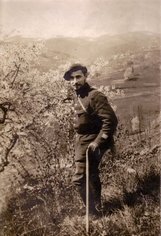
Capitaine Belmont posant pour la photo, dans la pente, sous l'actuelle route de Mittelbuhl - Buchteren, à 400 m à l'ouest de la ferme de Mittelbuhl (Soulzeren, Haut-Rhin)

Lorsque la Première Guerre mondiale éclate, Ferdinand est affecté au 51e bataillon de chasseurs alpins (51e BCA), réserve du 11e bataillon de chasseurs alpins (11e BCA) d’Annecy, comme sous-lieutenant. Après trois semaines dans les Alpes il débarque à Saint-Dié-des-Vosges le 25 août ; le 27 il a son baptême du feu  à  Dijon,.
Le 2 septembre 1914, les restes du 51e BCA sont versés au 11e BCA. Belmont restera au commandement de la 6e compagnie du 11e BCA jusqu’à sa mort. Les bataillons de chasseurs alpins sont successivement rattachés aux unités les plus diverses durant cinq mois. Belmont combat dans les Vosges, dans la Somme, en Flandre et en Artois.
Il est promu lieutenant le 2 septembre puis capitaine le 23 octobre 1914.
En janvier 1915 les chasseurs alpins retournent dans les Vosges où Belmont va rester jusqu’à sa mort. Les unités sont désormais endivisionnées de façon permanente. Belmont participe aux attaques de Metzeral en juin, du Lingekopf en juillet-août puis, en décembre, combat au Vieil-Armand. Cette période a également été décrite par André Maillet, Paul Lintier et André Cornet-Auquier.
Le 28 décembre 1915 à 4 heures du matin, dans les environs du Hirtzenstein, sous le Hartmannswillerkopf, Ferdinand est blessé au cours d'un violent bombardement, par un éclat d'obus qui lui sectionne le bras droit un peu au-dessus du coude. Il meurt en fin de journée, des suites de l'hémorragie, à Moosch, dans la vallée de Thann.
Il est inhumé à la nécropole nationale de Moosch.
Il était chevalier de la Légion d'honneur depuis octobre 1915 et titulaire de la Croix de guerre 1914-1918 avec trois palmes.

## Lettres d'un officier de chasseur alpins
Ferdinand est l'auteur des Lettres d'un officier de chasseur alpins, lettres qui étaient destinées à ses parents et qui sont un témoignage émouvant.
Leur publication est due à l'écrivain catholique savoyard Henry Bordeaux, proche de la famille Belmont. D'une incontestable valeur documentaire et littéraire, elles sont imprégnées d'une spiritualité religieuse, exaltant des valeurs de sacrifice et de renoncement, qui placent leur auteur à l'opposé du Feu de Barbusse, paru à la même époque. La part n'est d'ailleurs pas facile à faire entre le témoignage privé, et un texte établi par un écrivain catholique jouissant à l'époque d'une grande notoriété, dans un contexte où l'Église catholique encourageait l'effort de guerre. Publié sous forme d'une monographie fin 1916 aux éditions Plon, le texte paraît d'abord sous la forme d'extraits longuement commentés par Henry Bordeaux dans le numéro 1216 de la revue Le Correspondant daté du 25 septembre 1916.
Les lettres concernent les lieux suivants : bataille des Frontières (Alsace, août 1914), Lorraine (bataille de la Mortagne, août-sept. 1914), Somme (bataille d’Albert, sept. 1914), Flandres et Artois (nov.-déc. 1914), Vosges (Metzeral, le Linge, Hartmannswillerkopf, janv.-déc. 1915),,.
Dans son livre Témoins publié en 1929, Jean Norton Cru considère les Lettres de Belmont comme « admirables » et qualifie son auteur d' « homme exceptionnel » mais « mauvais juge de la guerre... un esprit d'un autre âge, très noble, mais trop peu humain » qui diffère des autres combattants par trois traits essentiels de sa nature ; l’acceptation de la mort, « la sincérité touchante avec laquelle ce soldat du front fait sienne la lamentable philosophie de guerre des propagandistes religieux de l’arrière : la vertu divine de la guerre, de la souffrance et du sacrifice » et le refus de Belmont à critiquer ce que tous les autres critiquent. Il conclut : « Parmi la variété extrême des opinions que j’ai rencontrées dans les quelque trois cents volumes j’ai constaté l’unanimité presque complète sur ces deux points : la guerre et le militarisme sont funestes, – je juge la guerre d’après mes impressions personnelles, mon propre bon sens et non d’après une tradition ; et l’unanimité absolue (Belmont excepté) sur un point : je souhaite survivre à cette guerre. Sur l’ensemble de ces trois points Belmont est seul à contredire le sentiment général. ». Il attribue à Belmont une valeur de témoignage qui fait figurer ses Lettres dans la catégorie n° III, c'est-à-dire celle qualifiée d' « assez bonne ».

## Distinctions

### Décorations
- Chevalier de la Légion d’honneur, rang du 12 octobre 1915, (J.O. du 25 octobre 1915)
- Croix de guerre 1914-1918 avec 3 palmes.

## Publications
- Ferdinand Belmont, Lettres d’un officier de chasseurs alpins, Plon, 1916. Préface d'Henry Bordeaux. Lire en ligne.

## Bibiliographie
- « Un héros médical : la mort du capitaine Belmont, au Vieil-Armand. » dans La Chronique médicale : revue bimensuelle de médecine historique, littéraire & anecdotique, no 24, Paris, Chronique médicale, 1917 p. 359-371
- Auguste Dussert, Ferdinand Belmont d’après les lettres d’un officier de chasseurs alpins (2 août 1914 – 28 décembre 1915), Grenoble, Allier Frères, 1917, 41 pages.
- Louis Pize, « Ferdinand Belmont (1890-1915) » dans Anthologie des écrivains morts à la guerre, 1914-1918, Association des écrivains combattants, E. Malfère, 1924, volume 5, p. 3-7.
- Jean Norton Cru, Témoins, Les Etincelles, 1929. Réédition abrégée, Agone, Marseille, 2022, p. 810-817.
- Belmont, Ferdinand (1890-1915), site du Collectif de recherche international et de débat sur la guerre de 1914-1918 (CRID)